# 宮本小次郎
宮本小次郎（みやもと こじろう）は、日本のAV監督。2011年に実録出版を退社後、同年12月よりMARRION立ち上げに参加しirisレーベルを始める。ロゴなどでは「iris」の表記だが、FANZA(DMM)では「IRIS」と大文字表記になっている。

## 人物像
専門は尻フェチ。師匠は実録出版で同じく監督をしている工藤澪。
趣味はサッカー観戦。特に日本国外のサッカーに関しての知識は専門家顔負けである。
友人や関係者から苗字で呼ばれることがほとんどなく、親しみを込めて名前で呼ばれることが多い。彼の人柄を表すエピソードである。
工藤の代わりに汚れ役を買って出たり、大物になった今でも工藤現場のADを自ら進んで買って出るほどの「実録愛」を持つ男。

## 監督作品

### アダルトビデオ

#### 2005年
- 究極巨尻（2月16日 実録出版）出演:七瀬くるみ
- 美尻巨尻〜素人私服歩行（5月12日 実録出版）
- 美尻巨尻〜素人水着歩行（5月12日 実録出版）
- 水着私服〜素人美尻歩行（5月12日 実録出版）
- 尻毛美人SPECIAL（8月16日 実録出版）出演:聖瑛麻
- 美乳美尻SPECIAL（11月5日 実録出版）出演:倉田杏里
- 美尻少女（12月20日 実録出版）出演:みずなあんり

#### 2006年
- 巨乳美尻（2月9日 実録出版）出演:二岡ゆり
- 美尻天使（3月24日 実録出版）出演:姫野愛
- 桃色美尻（6月1日 実録出版）出演:笠木あやか
- 美尻潮吹（6月30日 実録出版）出演:紅音ほたる
- 巨乳美尻SPECIAL（9月12日 実録出版）出演:桃井りか
- 巨乳美尻（10月16日 実録出版）出演:RIRICO
- 豊満巨尻（12月11日 実録出版）出演:sena

#### 2007年
- 巨乳美尻（2月20日 実録出版）出演:麻生岬
- 美尻顔騎SPECIAL（4月3日 実録出版）出演:仲村もも
- 巨乳美尻（5月22日 実録出版）出演:瀬咲るな
- 顔騎天使SPECIAL（6月5日 実録出版）出演:美咲沙耶
- 顔騎圧迫（7月23日 実録出版）
- 美尻少女（7月23日 実録出版）出演:小倉ゆい
- 巨乳美尻（8月17日 実録出版）出演:佐伯奈々
- 豊満肉娘（10月5日 実録出版）出演:千里なな
- 顔騎圧迫（10月16日 実録出版）出演:浜崎りお
- 尻伝説（12月14日 実録出版）出演:春名えみ

#### 2008年
- 顔騎圧迫〜尻の感触を顔面で存分に味わい尽くしオナニー発射！！（1月27日 実録出版）出演:あいぶらん、愛里ひな、夏川るい
- 美尻姫（2月14日 実録出版）出演:平井ゆきな
- 尻コキ射精天国1（2月28日 実録出版）出演:南原香織、野中あんり、冴木るな、さとう和香、南沙也香、はるか悠、月野ルナ
- 尻伝説（3月25日 実録出版）出演:稲森ケイト
- 尻コキ射精天国2（5月1日 実録出版）出演:桜井エミリ、響鳴音、有永すずか、加瀬あゆむ、飯島くらら、香月藍、麻生岬、芹澤かなえ
- 美尻姫（5月24日 実録出版）出演:辻さき
- 尻伝説（6月20日 実録出版）出演:飯島夏希
- いじって伸ばして包茎射精天国（7月31日 実録出版）出演:浜崎りお、堀口奈津美、辻さき、大木知沙、七瀬たまき、米山結菜、愛里ひな、伊吹りこ、上原優、桜井エミリ、陽田まり、渋谷楓
- 尻伝説（8月20日 実録出版）出演:葉月奈穂
- 尻伝説（9月30日 実録出版）出演:麻生梨奈
- ギャル尻（10月28日 実録出版）出演:彩花ゆめ
- GAL’S BiKiNi HiPS（10月28日 NEEDS）出演:東野愛鈴、彩花ゆめ
- 尻伝説（12月6日 実録出版）出演:南沙也香
- ギャル尻（12月27日 実録出版）出演:愛菜りな

#### 2009年
- 顔面騎乗〜尻フェチ専科（1月28日 実録出版）出演:真咲南朋
- GAL’S BiKiNi HiPS（2月6日 NEEDS）出演:花梨、ゆりあ
- 尻伝説（2月21日 実録出版）出演:黒木いちか
- 自パイ舐め（3月6日 実録出版）出演:七瀬ゆうり、辻さき、並木るか、宮崎あい、小林芽衣
- 尻コキ射精天国 熟女編（3月21日 実録出版）出演:中森玲子、堀口奈津美、翔田千里、望月加奈、大沢芽衣、桐島冴子、川瀬さやか、流川純
- 尻伝説（4月22日 実録出版）出演:松下ゆうか
- ギャル尻（7月13日 実録出版）出演:永瀬あき
- 尻伝説（8月12日 実録出版）出演:青山さつき
- 素人歩行尻（9月14日 実録出版）出演:凛音涼子、青山ゆい、黒木麻衣、鈴香音色、星川麻美、一ノ瀬あきら、桃咲まなみ、羽田夕夏
- ギャル尻（11月6日 実録出版）出演:ひなのりく
- 尻伝説（12月23日 実録出版）出演:みづなれい

#### 2010年
- 顔面騎乗 尻フェチ専科3（1月12日 実録出版）出演:青山さつき
- ギャル尻（1月18日 実録出版）出演:RUMIKA
- 顔騎圧迫〜美女百花繚乱八人尻圧着編（2月9日 実録出版）出演:澄川ロア、鷹宮りょう、神崎レオナ、二宮みゆ、真咲南朋、星優乃
- 尻伝説（3月5日 実録出版）出演:櫻井ゆうこ
- WHAT IS HIP GALS ASS（3月29日 実録出版）出演:泉麻那
- 尻伝説（5月5日 実録出版)出演:村上里沙
- 巨尻の女（6月21日 実録出版）出演:白河美夕
- 顔面騎乗 尻フェチ専科4（7月19日 実録出版）出演:風間ゆみ
- WHAT IS HIP GALS ASS（8月16日 実録出版）出演:武藤クレア
- 巨尻の女（9月20日 実録出版）出演:藤崎クロエ
- 美尻巨尻 騎乗位（9月27日 実録出版）出演:RUMIKA、あすかみみ、芽衣奈、葉月しおり、藤崎クロエ、鷹宮りょう、村上里沙、加藤ツバキ
- 美尻マン屁（10月11日 実録出版）出演:大堀香奈
- 尻伝説 MOODYZ＋実録出版コラボ240分SP（10月13日 MOODYZ）出演:竹内あい
- 恥ずかしい美尻交尾とM男いじめ（10月25日 実録出版）出演:森ななこ
- 尻伝説 青山さつきII（11月15日 実録出版）出演:青山さつき
- 尻コキ★ギャルズコレクション（12月13日 実録出版）出演:泉麻那、RUMIKA、ひなのりく、愛菜りな、彩花ゆめ、永瀬あき

#### 2011年
- 爆乳デカ尻娘の淫語尻責めと美尻交尾（1月17日 実録出版）出演:仁科百華
- 五感で堪能する愛しの女尻（2月28日 実録出版）出演:大塚咲
- 巨尻の女（3月14日 実録出版）出演:橘美穂
- ヌルヌル尻テカテカ尻でマン屁セックス（3月28日 実録出版）出演:大堀香奈
- WHAT IS HIP GALS ASS（4月18日 実録出版）出演:COCONA
- 桃尻娘 五感で恥じらう淫乱うぶ娘（5月2日 実録出版）出演:水沢えみり
- 尻伝説（5月16日 実録出版）出演:つくし
- 今日もさえてる↑愛原さえの尻フェチプレイとデカ尻セックス（5月30日 実録出版）出演:愛原さえ
- いじって伸ばして包茎射精天国2（6月20日 実録出版）
- 尻フェチプレイとロリ尻セックス（6月27日 実録出版）出演:栗林里莉
- 尻伝説（7月18日 実録出版）出演:小峰ひなた
- 帰ってきた！黒木いちかの尻フェチプレイとデカ尻セックス（8月29日 実録出版）出演:黒木いちか
- お尻、すっごい！（12月19日 MARRION）出演:黒木いちか
- お尻、すっごい！（12月19日 MARRION）出演:AIKA

#### 2012年
- お尻、すっごい！（1月30日 MARRION）出演:桐岡さつき
- お尻、すっごい！（1月30日 MARRION）出演:北条麻妃
- お尻、すっごい！（2月28日 MARRION）出演:一ノ瀬ルカ
- お尻、すっごい！（2月31日[いつ?] MARRION）出演:本真ゆり
- お尻、すっごい！（3月31日 MARRION）出演:小川菜乃
- お尻、すっごい！（4月30日 MARRION）出演:田中志乃
- きっついのしてあげる（4月30日 MARRION）出演:仁科百華
- お尻、すっごい！（5月30日 MARRION）出演:村上涼子
- 撮り下ろし 尻フェチSEX動画 騎乗位＆後背位専科（5月30日 MARRION）出演:茉莉花、RUMIKA、琥珀うた、仁科百華、桐谷あや
- えっ！？私のお尻弄ばれちゃうんですかっ！？（6月30日 MARRION）出演:鶴田舞
- スーパーオシリ（6月30日 MARRION）出演:佐久間亜紀
- 「タイトで！！Hipな！！ジョークと！！ムードで！！木村つな。」（7月31日 MARRION）出演:木村つな
- お姉さんの巨尻が猥褻過ぎて秒殺で悩殺！！（8月30日 MARRION）出演:一ノ瀬ルカ
- 君の嫌いな大きいお尻はむしろ僕らの大好物！！（9月30日 MARRION）出演:柏木鈴
- お尻の穴も感じる超絶美尻娘！！（10月30日 MARRION）出演:武井麻希
- お姉さんの巨尻が猥褻過ぎて秒殺で悩殺！！（11月30日 MARRION）出演:竹内紗里奈
- ワキ舐め・ワキコキ・ワキ発射！（11月30日 MARRION）出演:AIKA、柏木鈴、武井麻希、竹内紗里奈
- 可愛い顔してデカ尻！！（12月30日 MARRION）出演:上原亜衣

#### 2013年
- 可愛い顔してデカ尻！！（1月30日 MARRION）出演:篠田ゆう
- お姉さんの巨尻が猥褻過ぎて秒殺で悩殺！！（2月28日 MARRION）出演:立花さや
- ブルマでスケベなM男フェチ責め（2月28日 MARRION）出演:上原亜衣、木村つな、宇佐美なな
- 爆尻スゴい凄い！ ヒップ100cm以上限定！！（4月10日 MARRION）出演:佐久間亜紀
- 可愛い顔してデカ尻！！（4月10日 MARRION）出演:宇佐美なな
- 可愛い顔してデカ尻！！（5月10日 MARRION）出演:木崎実花
- 元着エロアイドルのすっごいデカ尻！！（6月10日 MARRION）出演:上原花恋
- 可愛い顔してデカ尻！！（6月10日 MARRION）出演:七瀬あさ美
- 可愛い顔してデカ尻！！（7月10日 MARRION）出演:あずみ恋
- 可愛い女子校生に顔騎責め、乳首責め寸止め手コキ責めしてもらって発射するM男な僕は村一番の幸せ者だなあ。（7月10日 MARRION）出演:楓まりあ、栗山朋香、荻原くるみ、芹沢つむぎ
- 爆尻スゴい凄い！ ヒップ100cm以上限定！！（8月10日 MARRION）出演:馬場のぞみ
- お尻すっごいソープ嬢（8月10日 MARRION）出演:上原花恋
- 君の嫌いな大きいお尻はむしろ僕らの大好物！！（9月15日 MARRION）出演:美泉咲
- 可愛い顔してデカ尻！！（9月15日 MARRION）出演:枢木みかん
- お尻すっごいソープ嬢（10月30日 MARRION）出演:篠田ゆう
- 可愛い顔してデカ尻！！（10月30日 MARRION）出演:さとう遥希
- お尻すっごいソープ嬢（12月15日 MARRION）出演:さとう遥希
- お姉さんの巨尻が猥褻過ぎて秒殺で悩殺！！（12月15日 MARRION）出演:佐々木恋海

#### 2014年
- 可愛い顔してデカ尻！！（1月31日 MARRION）出演:野宮さとみ
- お姉さんの巨尻が猥褻過ぎて悩殺で秒殺！！（1月31日 MARRION）出演:原千草
- ホッパンデニム美巨尻（；´Д｀）顔面騎乗（3月15日 MARRION）出演:黒木いちか、村上涼子、木村つな、竹内紗里奈、上原亜衣、北条麻妃、武井麻希
- セルフパイ舐め(（3月15日 MARRION）出演:弓束ちはや、大堀香奈、堀北七海、枢木みかん、塚田詩織、松下美雪、野宮さとみ、綾瀬みなみ、原千草、仁科百華
- 現役RQのすっごいお尻とパイパン中出しセックス（3月15日 MARRION）出演:松岡セイラ
- 可愛い顔してデカ尻！！（4月30日 MARRION）出演:桂木麻耶
- 細身短髪美少女のデカ尻がエロ過ぎて（；´Д｀）（4月30日 MARRION）出演:湊莉久
- 可愛い顔してデカ尻！！（6月15日 MARRION）出演:初美沙希
- なんて躾いい娘、いいケツしてんな！！（6月15日 MARRION）出演:摘津蜜
- お尻すっごいソープ嬢（7月30日 MARRION）出演:摘津蜜
- お姉さんの巨尻が猥褻過ぎて秒殺で悩殺！！（7月30日 MARRION）出演:本田莉子
- 黒ギャルのエロ過ぎるデカ尻！！（9月15日 MARRION）出演:上原花恋
- 可愛い顔してデカ尻！！（9月15日 MARRION）出演:本澤朋美
- お姉さんの巨尻が猥褻過ぎて秒殺で悩殺！！ （10月30日 MARRION）出演:大場ゆい
- 可愛い顔してデカ尻！！（12月31日 MARRION）出演:工藤美紗
- すっごいデカ尻と快感生中出しセックス（12月31日 MARRION）出演:橘優花

#### 2015年
- 可愛い顔してデカ尻！（2月15日 MARRION）出演: 水沢みゆ
- 爆尻スゴい凄い！ ヒップ100cm以上限定！！（2月28日 MARRION）出演:小口田桂子
- 可愛い顔してデカ尻！！ 鈴原エミリ（4月15日 MARRION）出演:鈴原エミリ
- お尻すっごいソープ嬢～小口田桂子（4月15日 MARRION）出演:小口田桂子
- 可愛い顔してデカ尻！！ さとう愛理（5月30日 MARRION）出演:さとう愛理
- お姉さんの巨尻が猥褻過ぎて秒殺で悩殺！！ 神ユキ（6月30日 MARRION）出演:神ユキ
- 細身短髪美少女のデカ尻がエロ過ぎて（；´Д｀） 白咲碧（6月30日 MARRION）出演:白咲碧
- デカ尻どスケベ淫乱熟女！！ 逢沢はるか（7月30日 MARRION）出演:逢沢はるか
- 爆尻スゴい凄い！～ヒップ100cm以上限定！！～ 七草ちとせ（9月10日 MARRION）出演:七草ちとせ
- 可愛い顔してデカ尻！！ 森川涼花（9月10日 MARRION）出演:森川涼花
- お姉さんの巨尻が猥褻過ぎて秒殺で悩殺！！ 夏希みなみ（10月10日 MARRION）出演:夏希みなみ
- 可愛い顔してデカ尻！！ 愛須心亜（10月10日 MARRION）出演:愛須心亜
- 可愛い顔してデカ尻！！ 宇野ゆかり（11月10日 MARRION）出演:宇野ゆかり
- デカ尻どスケベ淫乱熟女！！ 松坂美紀（11月10日 MARRION）出演:松坂美紀
- デカ尻どスケベ淫乱熟女！！ 三喜本のぞみ（12月10日 MARRION）出演:三喜本のぞみ
- お姉さんの巨尻が猥褻過ぎて秒殺で悩殺！！ 西条沙羅（12月10日 MARRION）出演:西条沙羅

#### 2016年
- 可愛い顔してデカ尻！！ 八束みこと（1月10日 MARRION）出演:八束みこと
- お姉さんの巨尻が猥褻過ぎて秒殺で悩殺！！ 折原ほのか（1月10日 MARRION）出演:折原ほのか
- 爆尻スゴい凄い！ ヒップ100cm以上限定！！ 繭村めい（2月10日 MARRION）出演:繭村めい
- 可愛い顔してデカ尻！！ 絢森いちか（2月10日 MARRION）出演:絢森いちか
- セルフパイ舐め2（3月10日 MARRION）出演:杏美月、ましろあい、西村ニーナ、初美沙希、八束みこと、七草ちとせ、三喜本のぞみ、さとう愛理、春日もな、折原ほのか
- お姉さんの巨尻が猥褻過ぎて秒殺で悩殺！！ 西村ニーナ（3月10日 MARRION）出演:西村ニーナ
- デカ尻どスケベ淫乱熟女！！杉原えり（3月10日 MARRION）出演:杉原えり
- 可愛い顔してデカ尻！！ 霧島さくら（4月10日 MARRION）出演:霧島さくら
- 可愛い顔してデカ尻！！ 桜ちなみ（5月10日 MARRION）出演:桜ちなみ
- 黒ギャルのエロ過ぎるデカ尻！！ 木崎レナ（6月10日 MARRION）出演:木崎レナ
- 尻コキ THE BEST OF IRIS（7月10日 MARRION）
- デカ尻ボインでムッチムチ♪ 愛乃まほろ（7月10日 MARRION）出演:愛乃まほろ
- 可愛い顔してデカ尻！！ 江上しほ（8月1日 MARRION）出演:江上しほ
- お姉さんの巨尻が猥褻過ぎて秒殺で悩殺！！ 蓮実クレア（8月1日 MARRION）出演:蓮実クレア
- 可愛い顔してデカ尻！！宮崎あや（8月19日 MARRION）出演:宮崎あや
- デカ尻ボインでムッチムチ♪ 塚田詩織（9月1日 MARRION）出演:塚田詩織
- お姉さんの巨尻が猥褻過ぎて秒殺で悩殺！！ 羽生ありさ（9月19日 MARRION）出演:羽生ありさ
- デカ尻ボインでムッチムチ♪ 葉月美音（10月1日 MARRION）出演:葉月美音
- 黒ギャルのエロ過ぎるデカ尻！！ NOA（10月19日 MARRION）出演:NOA
- お姉さんの巨尻が猥褻過ぎて秒殺で悩殺！！ 松下美織（11月1日 MARRION）出演:松下美織
- 可愛い顔してデカ尻！！浅田結梨（11月19日 MARRION）出演:浅田結梨
- 黒ギャルのエロ過ぎるデカ尻！！ 双葉ゆきな（12月1日 MARRION）出演:双葉ゆきな
- 可愛い顔してデカ尻！！ 桜木優希音（12月19日 MARRION）出演:桜木優希音

#### 2017年
- デカ尻ボインでムッチムチ！！ 澁谷果歩（1月1日 MARRION）出演:澁谷果歩
- 可愛い顔してデカ尻！！ 新月さなえ（1月19日 MARRION）出演:新月さなえ
- お姉さんの巨尻が猥褻過ぎて秒殺で悩殺！！ 彩奈リナ（2月1日 MARRION）出演:彩奈リナ
- 可愛い顔してデカ尻！！ 河音くるみ（2月19日 MARRION）出演:河音くるみ
- 可愛い顔してデカ尻！！ 水澤リコ（3月1日 MARRION）出演:水澤リコ
- お姉さんの巨尻が猥褻過ぎて秒殺で悩殺！！ 笹倉杏（3月19日 MARRION）出演:笹倉杏
- デカ尻ボインでムッチムチ！！ 若槻みづな（4月1日 MARRION）出演:若槻みづな
- 可愛い顔してデカ尻！！ 小谷みのり（4月19日 MARRION）出演:小谷みのり
- お姉さんの巨尻が猥褻過ぎて秒殺で悩殺！！ 推川ゆうり（5月1日 MARRION）出演:推川ゆうり
- お姉さんの巨尻が猥褻過ぎて秒殺で悩殺！！ 今井ゆあ（5月19日 MARRION）出演:今井ゆあ
- 黒ギャルのエロ過ぎるデカ尻！！ 丸山れおな（6月1日 MARRION）出演:丸山れおな
- お尻すっごい！！ 小鳥遊まゆ（6月19日 MARRION）出演:小鳥遊まゆ
- お尻すっごい！！ 成海夏季（7月1日 MARRION）出演:成海夏季
- 可愛い顔してデカ尻！！ 明海こう（7月19日 MARRION）出演:明海こう
- お姉さんの巨尻が猥褻過ぎて秒殺で悩殺！！ 成海さやか（8月1日 MARRION）出演:成海さやか
- デカ尻どスケベ淫乱熟女！！ 高城彩（8月19日 MARRION）出演:高城彩
- 可愛い顔してデカ尻！！ 月宮こはる（9月1日 MARRION）出演:月宮こはる
- お姉さんの巨尻が猥褻過ぎて秒殺で悩殺！！ 波多野結衣（9月19日 MARRION）出演:波多野結衣
- 可愛い顔してデカ尻！！ 涼海みさ（10月1日 MARRION）出演:涼海みさ
- お姉さんの巨尻が猥褻過ぎて秒殺で悩殺！！ 水野朝陽（10月19日 MARRION）出演:水野朝陽
- 可愛い顔してデカ尻！！ 友田彩也香（10月19日 MARRION）出演:友田彩也香
- 可愛い顔してデカ尻！！ 星咲伶美（11月1日 MARRION）出演:星咲伶美
- デカ尻どスケベ淫乱熟女！！ 佐々木あき（12月1日 MARRION）出演:佐々木あき
- お姉さんの巨尻が猥褻過ぎて秒殺で悩殺！！ 速美もな（12月1日 MARRION）出演:速美もな
- 尻 THE BEST OF IRIS Vol.2（12月19日 MARRION）

#### 2018年
- デカ尻ボインでムッチムチ♪ 優月まりな（1月1日 MARRION）出演:優月まりな
- 可愛い顔してデカ尻！！ 栄川乃亜（1月19日 MARRION）出演:栄川乃亜
- デカ尻どスケベ淫乱熟女！！ 明里ともか（2月1日 MARRION）出演:明里ともか
- 可愛い顔してデカ尻！！ 佐々波綾（3月1日 MARRION）出演:佐々波綾
- セルフパイ舐め3（4月1日 MARRION）出演:澁谷果歩、桜ちなみ、小西みか、水澤りこ、木崎レナ、霧島さくら、愛乃まほろ、笹倉杏、新月さなえ、優月まりな、若槻みづな
- 可愛い顔してデカ尻！！ 森川ひな（4月1日 MARRION）出演:森川ひな
- デカ尻ボインでムッチムチ♪ 北川りこ（4月19日 MARRION）出演:北川りこ
- 可愛い顔してデカ尻！！ 美咲ヒカル（5月1日 MARRION）出演:美咲ヒカル
- 可愛い顔してデカ尻！！ 天野美優（5月19日 MARRION）出演:天野美優
- 可愛い顔してデカ尻！！ 美谷朱里（6月1日 MARRION）出演:美谷朱里
- 可愛い顔してデカ尻！！ 星奈あい（6月19日 MARRION）出演:星奈あい
- ロリ可愛い桃尻～天海こころ（7月1日 MARRION）出演:天海こころ